# Çaykenarı, Fethiye
Çaykenarı là một xã thuộc huyện Fethiye, tỉnh Muğla, Thổ Nhĩ Kỳ. Dân số thời điểm năm 2011 là 1.201 người.